# Porto (Corse-du-Sud)
Pour les articles homonymes, voir Porto (homonymie).
Porto est un hameau dépendant d'Ota, commune française située dans le département de la Corse-du-Sud et de la région Corse, dont il constitue la marine. Il appartient à la microrégion du Sia.
Le golfe de Porto a été classé patrimoine mondial de l'humanité par l'UNESCO.

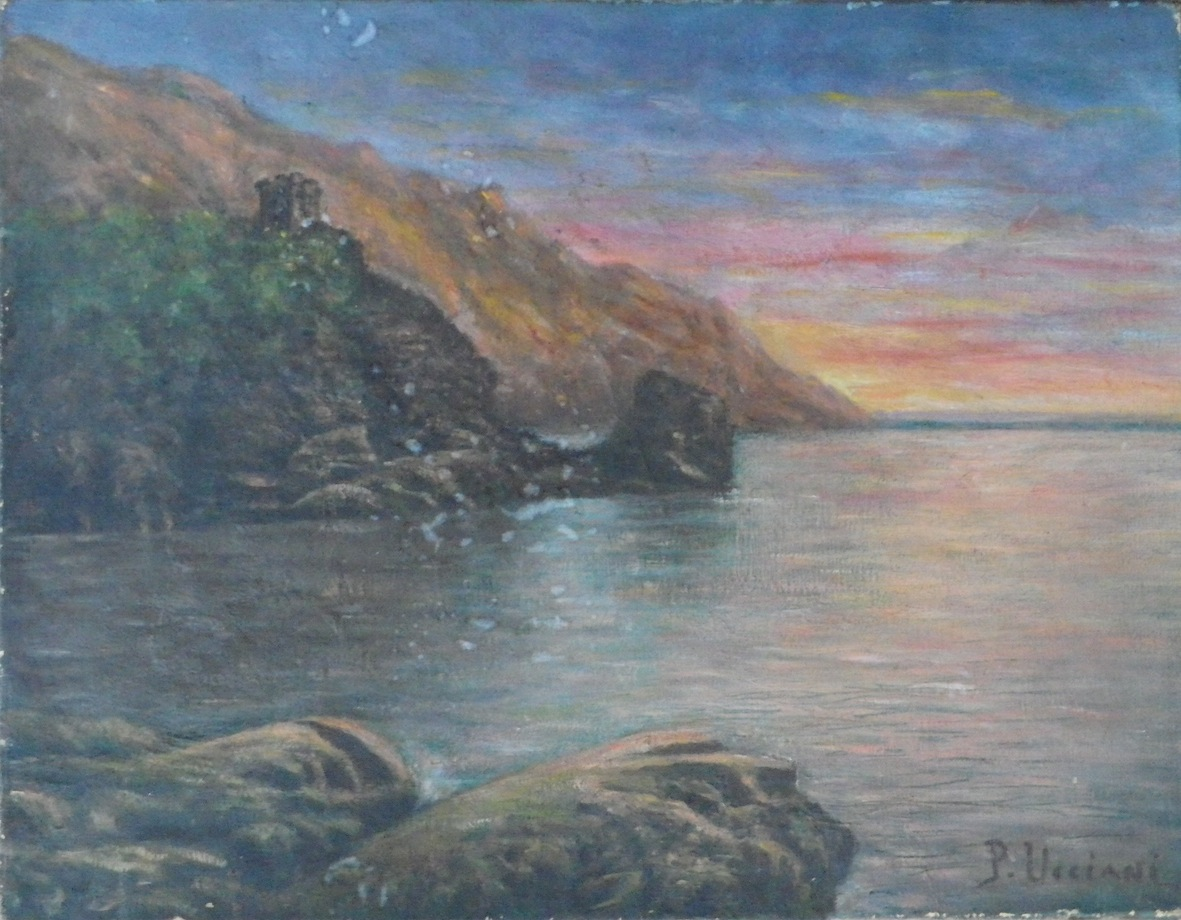
Golfe de Porto
tableau de Pierre Ucciani
Collection Ucciani

## Géographie

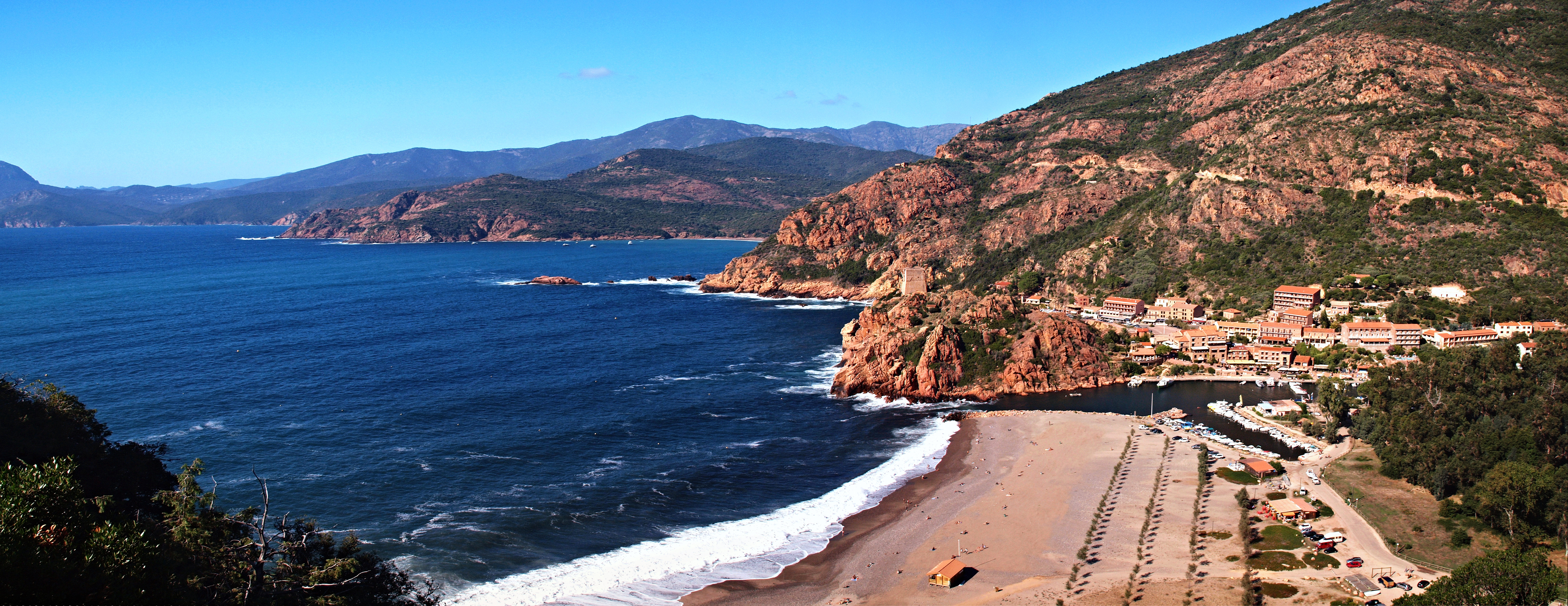
La marine de Porto

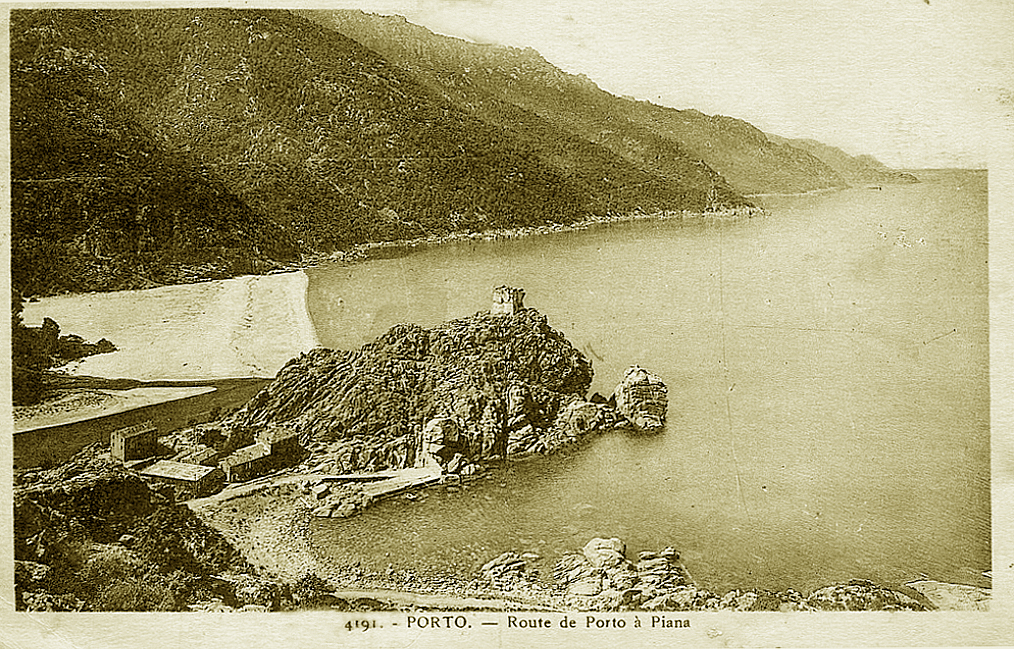
La marine de Porto au début du XXe siècle

Le hameau de Porto est situé au bas de la vallée du fleuve côtier Porto, à près d'un kilomètre de son embouchure. Ce dernier abrite le port de pêche mais également une flottille de bateaux, certains destinés aux excursions en saison vers les Calanche de Piana et Capu Rossu au sud du golfe de Porto, et vers Girolata et la réserve naturelle de Scandola au nord, et d'autres aux écoles de plongée et à la location. 

À l'est de la tour génoise carrée, s'est développé un ensemble touristique composé d'hôtels, de restaurants et de boutiques.
Au sud de la tour, Porto dispose d'une large plage de galets.

### Accès
Porto est situé à égale distance d'Ajaccio au sud, de Calvi au nord et de Corte à l'est. Il est traversé par la route D81 appelée en cette portion Route du bord de mer corse, mais il est le point de départ de la route D84 qui relie la RN 193 à Francardo (Omessa).

## Économie
L'économie de la région de Porto repose essentiellement sur le tourisme. On y compte environ une quarantaine d'établissements hôteliers. En arrière-saison de nombreux groupes fréquentent le site. Mais il reste également quelques activités du secteur primaire (élevage).

Porto possède un office de tourisme.

## Patrimoine

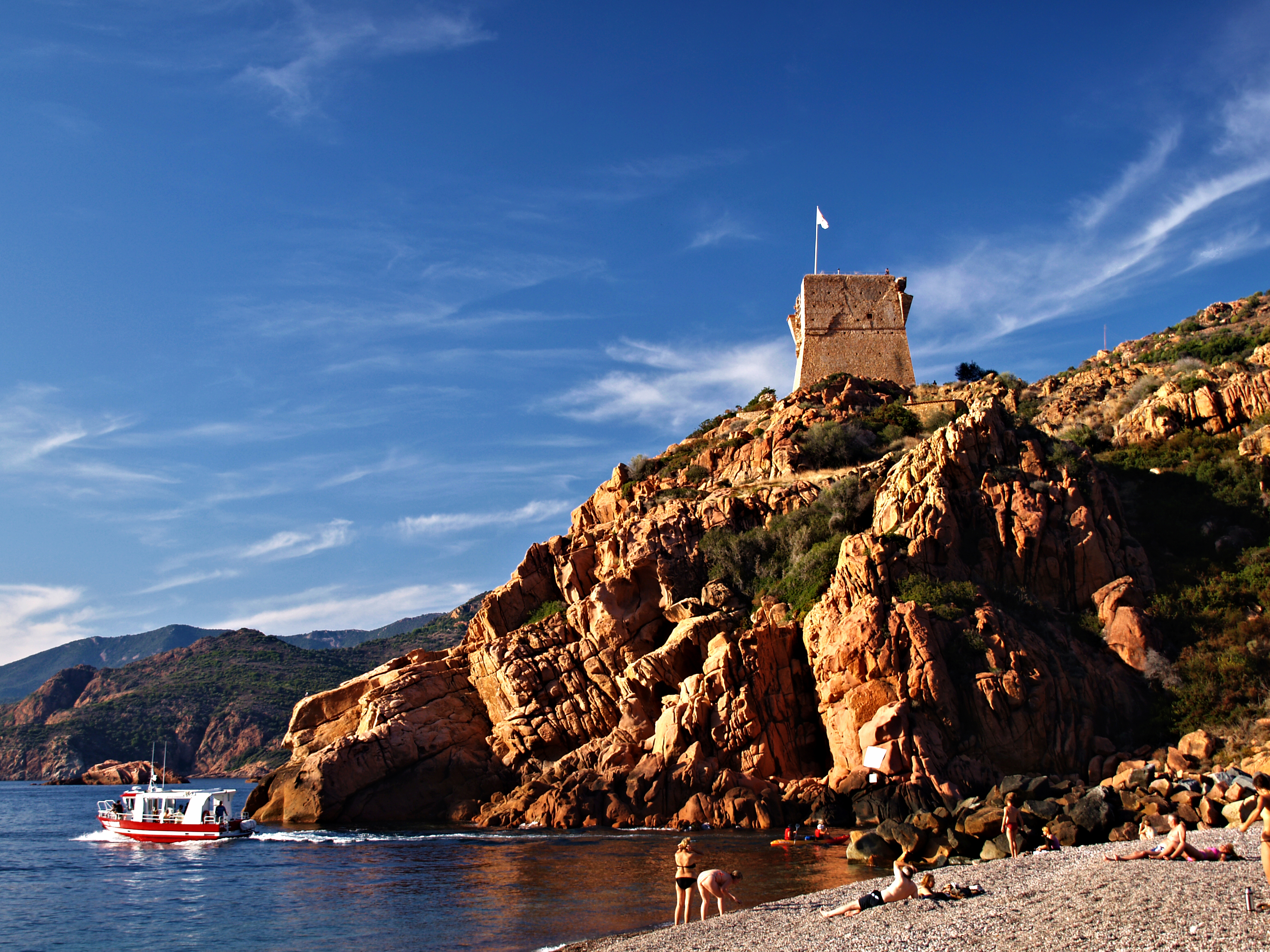
La tour génoise au-dessus de la passe du port

### Le golfe de Porto
Il est classé patrimoine mondial de l'humanité par l'UNESCO, et comprend : Porto, les Calanche de Piana, Girolata et la réserve naturelle de Scandola.

### La tour génoise de Porto

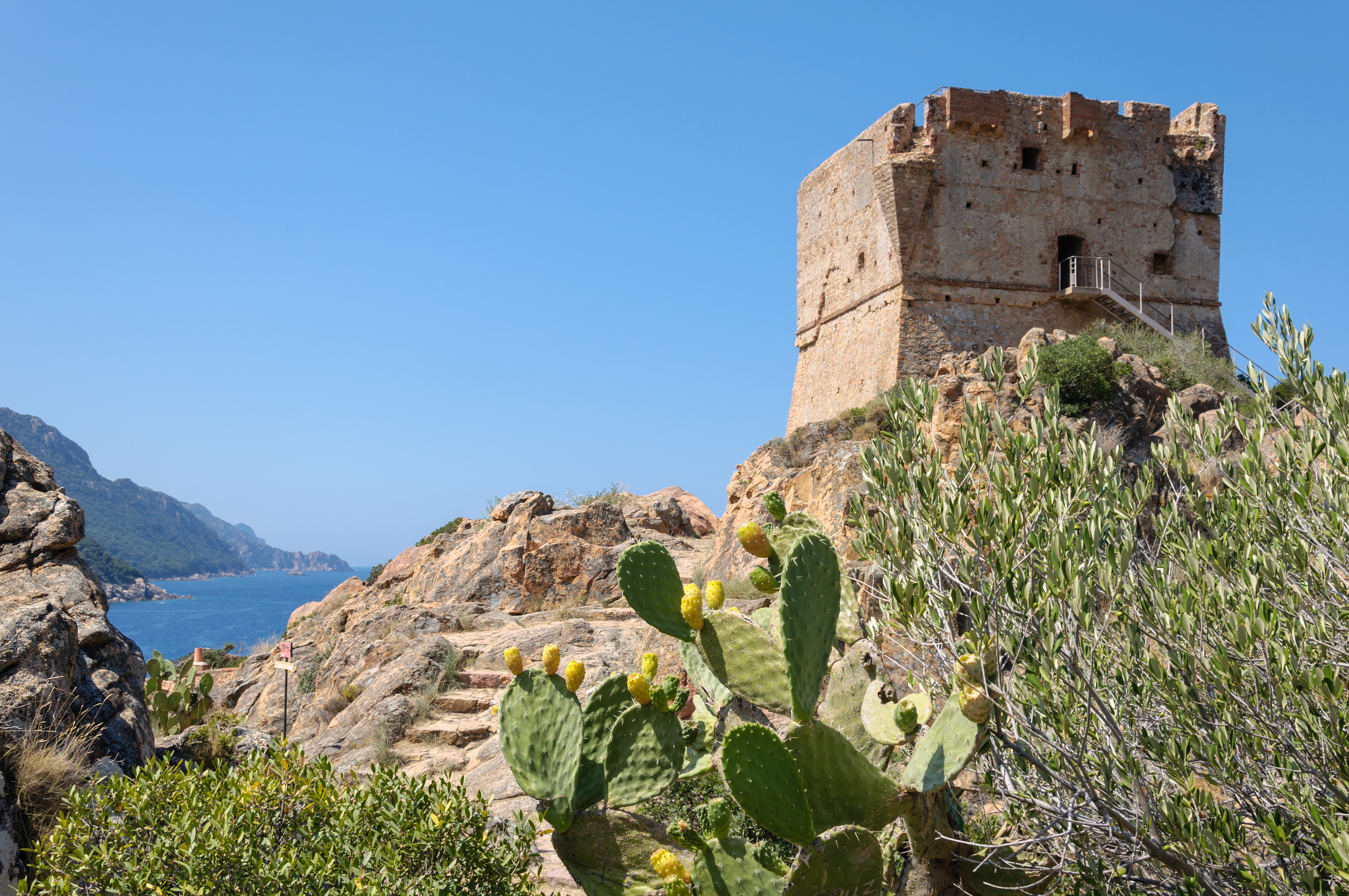
La tour génoise de Porto

Elle se situe à 45 m d'altitude sur un rocher dominant l'embouchure du Porto. 

Cet édifice fortifié du XVIe siècle, propriété du département de la Corse-du-Sud, est protégé et classé aux Monuments historiques par arrêté du 22 juin 1946. D'entrée payante, conjointement au Musée de la bruyère, il abrite des panneaux pédagogiques sur l'histoire de la Corse jusqu'au XVIe siècle.

### Domaine environnemental
- Musée de la Bruyère .

## Galerie

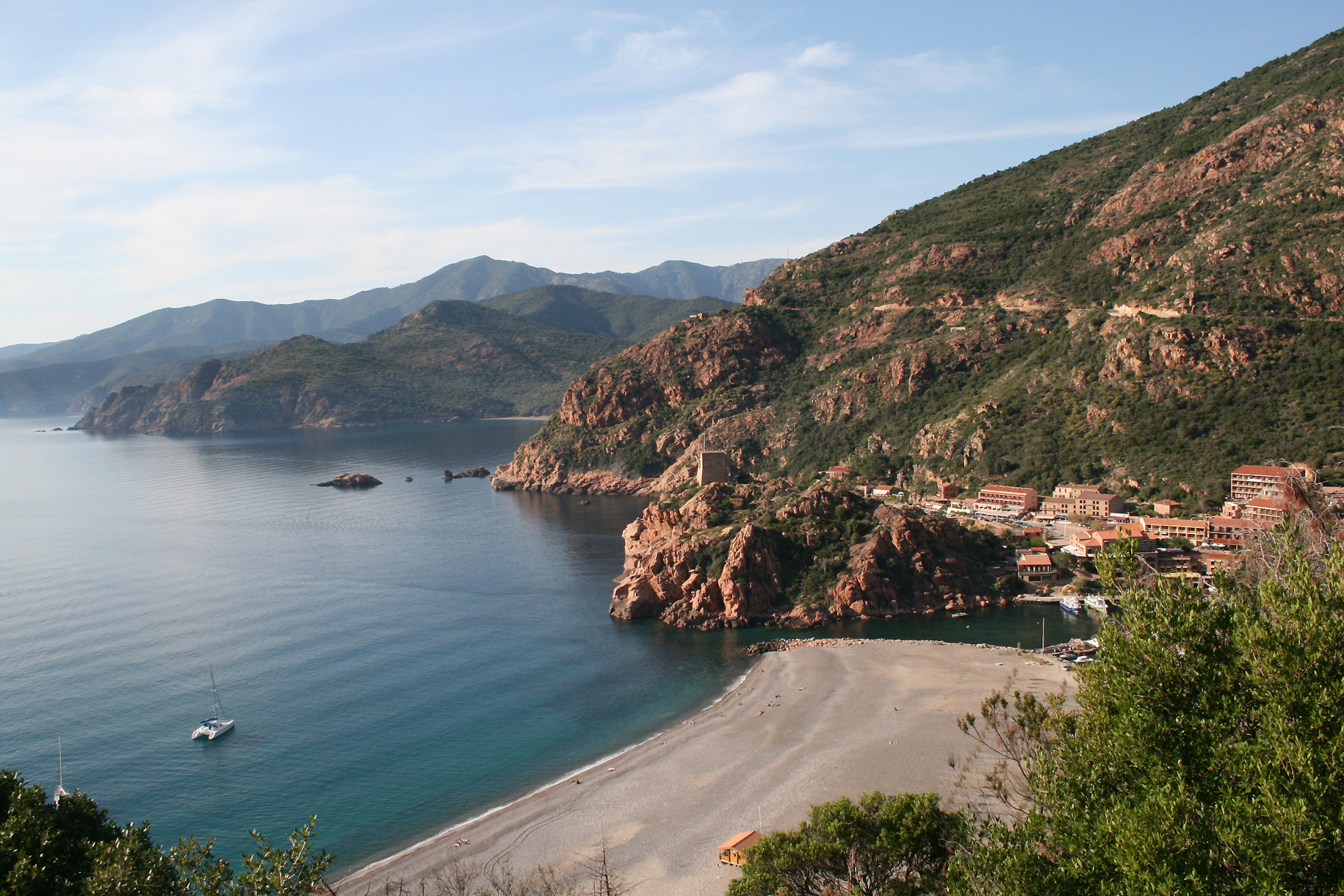
La plage de Porto
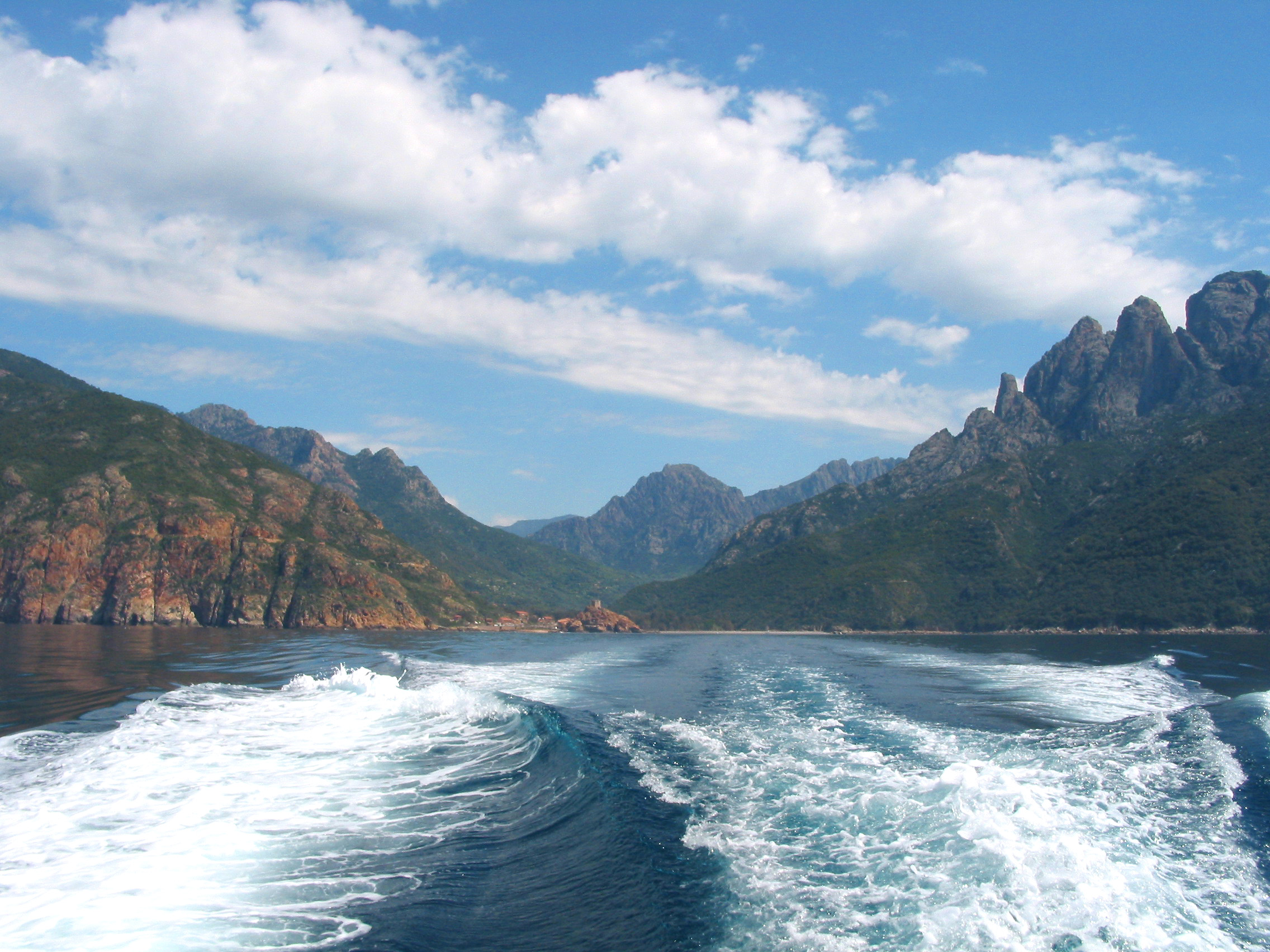
Le golfe de Porto et ses hauts-sommets
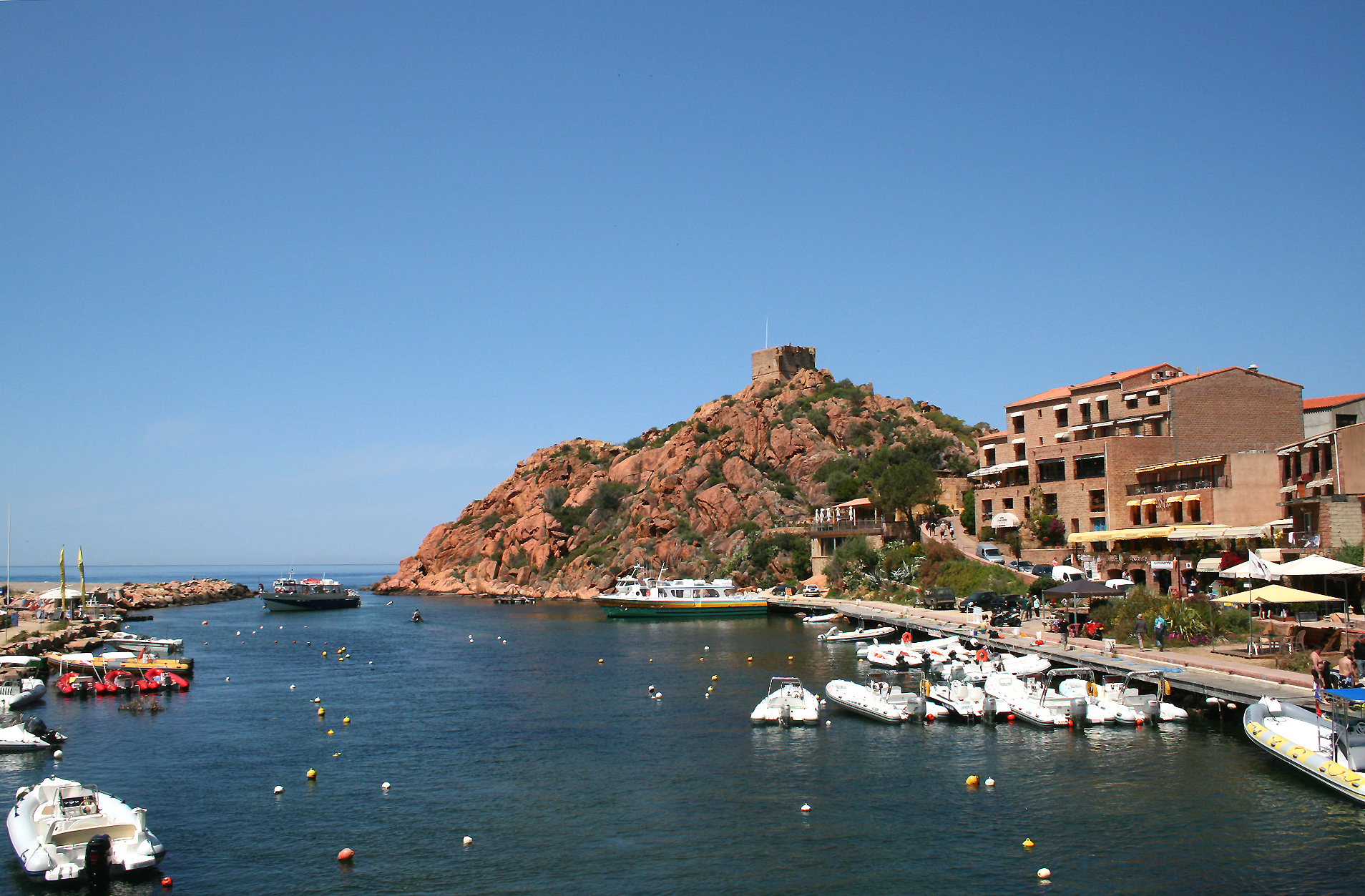
Le port de Porto
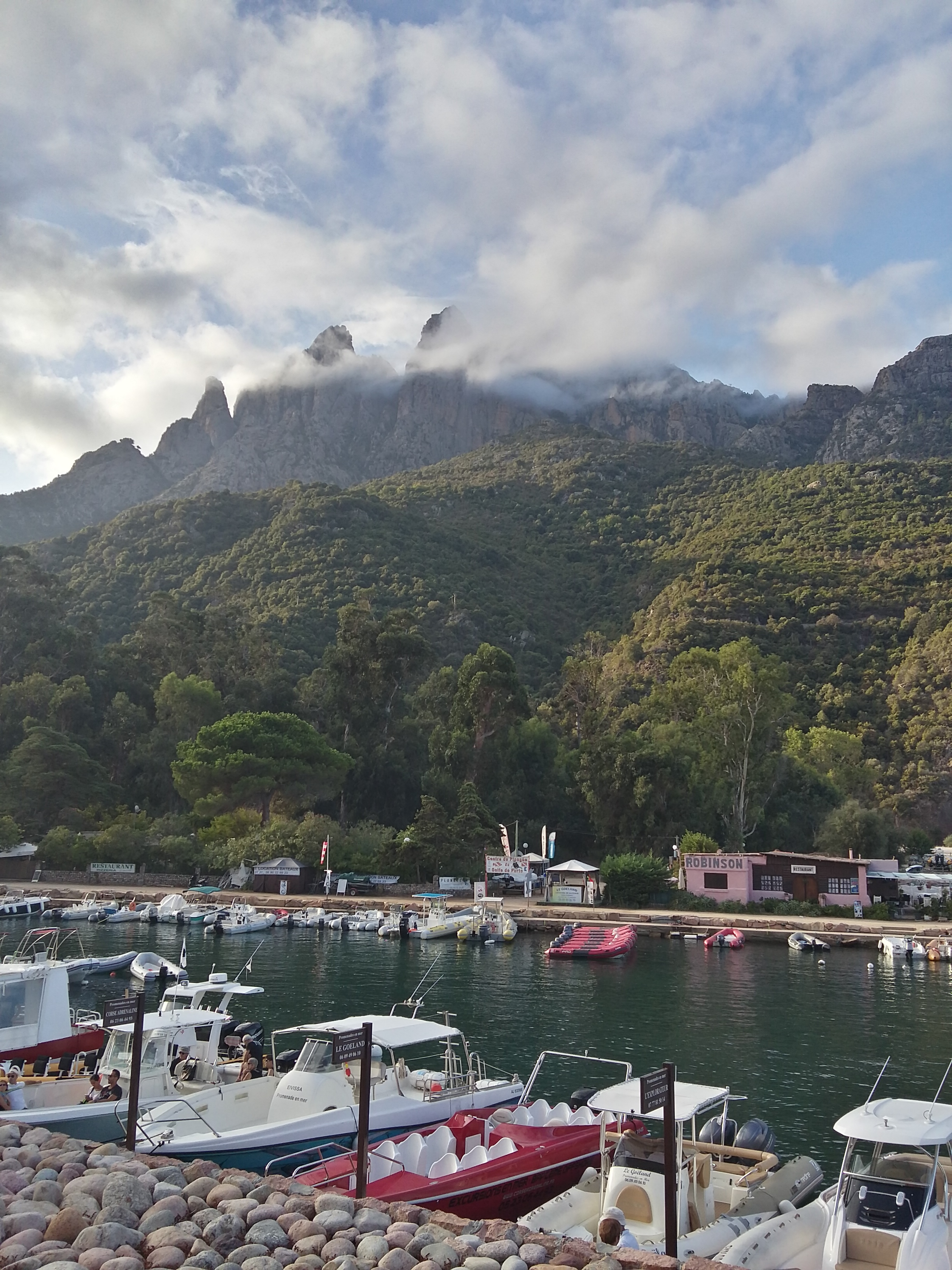
Port de Porto
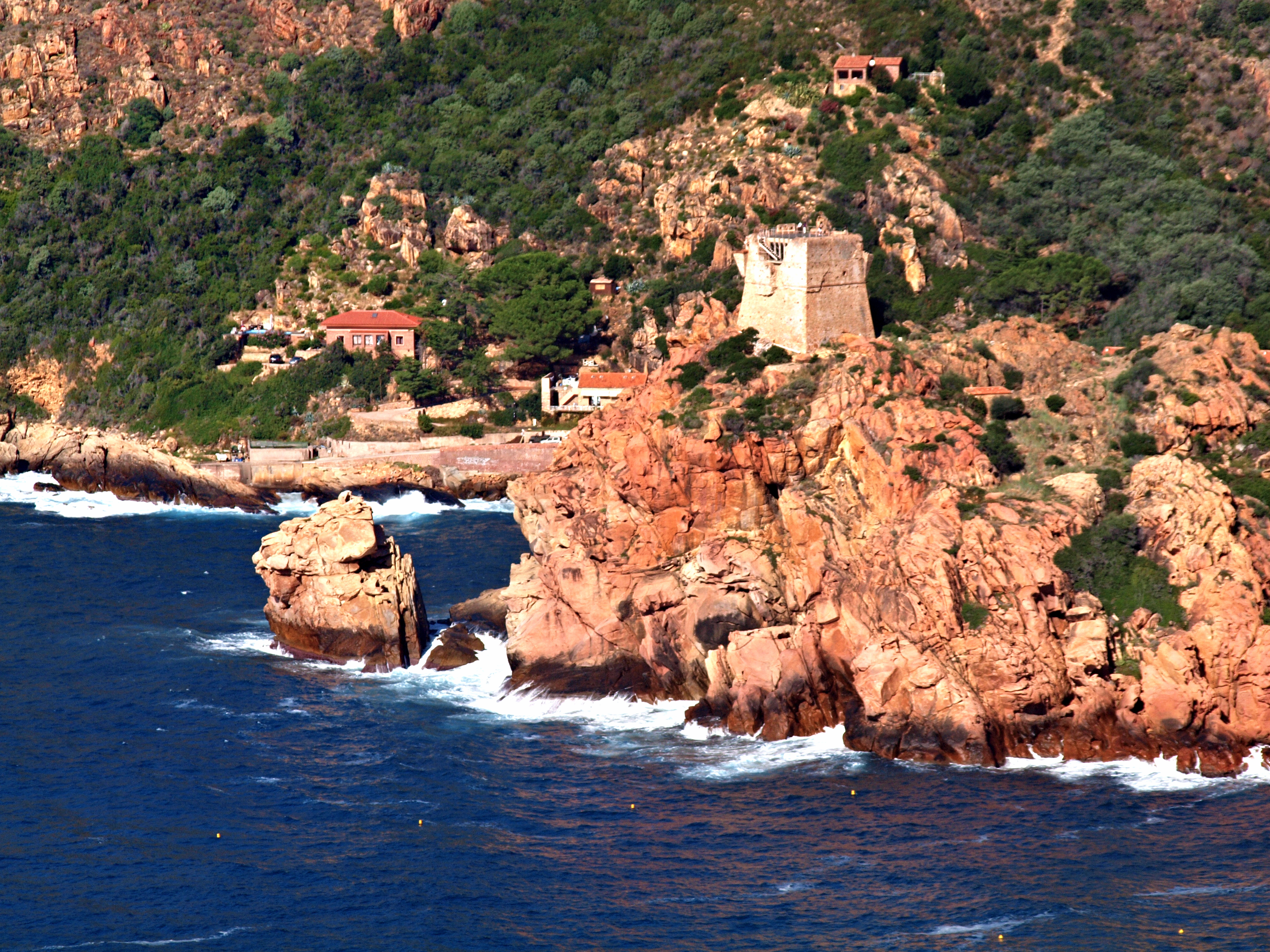
La tour de Porto

## Toponymie
En corse la commune se nomme Portu, anciennement Portu di Sìa.